# Mascouten

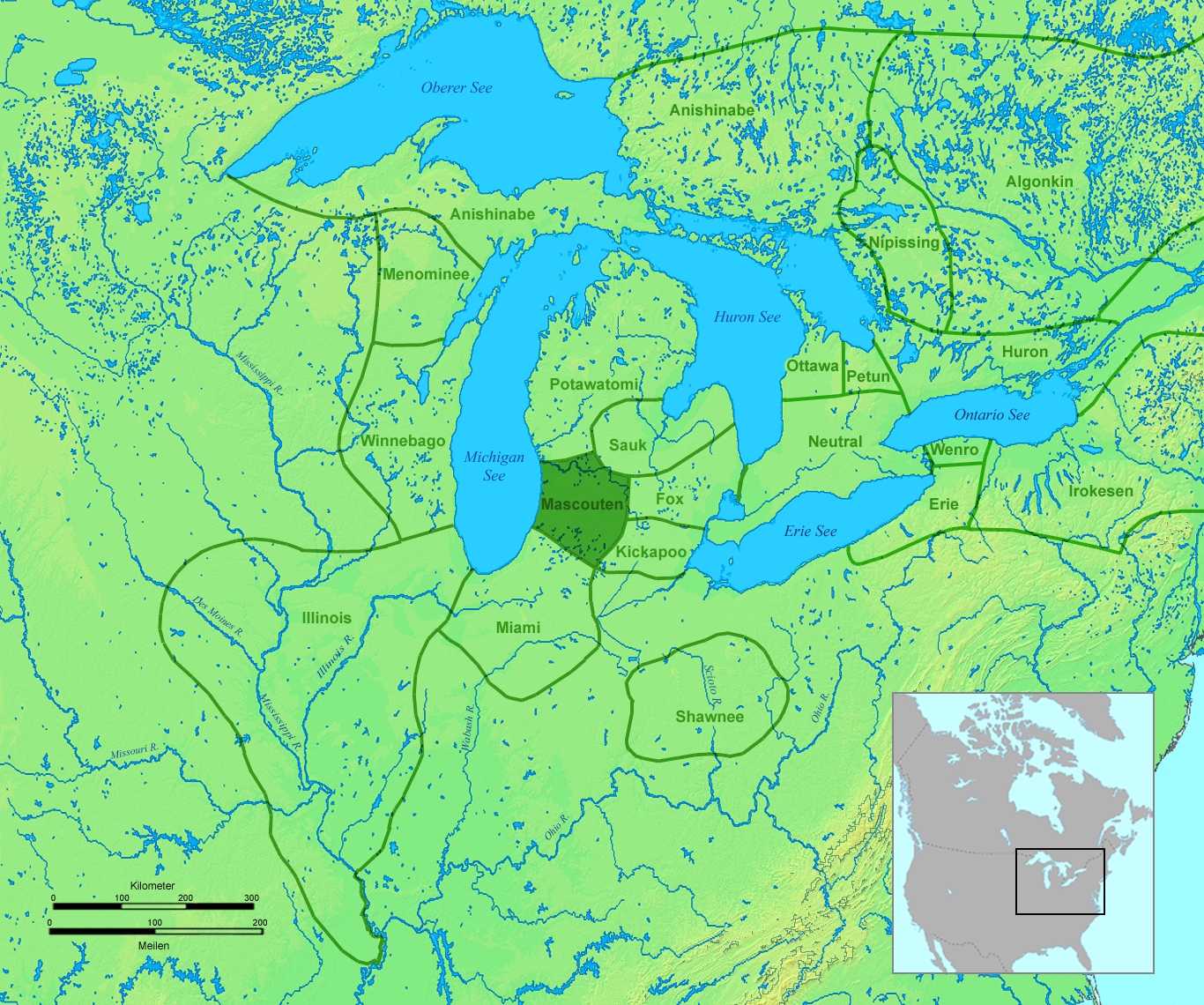
Situació dels mascouten

Els Mascouten (també Mascoutin, Mathkoutench, o Musketoon) eren una tribu d'amerindis dels Estats Units que parlava una llengua algonquina i que es creu que han habitat en ambdós costats del riu Mississipi al costat de l'actual frontera Wisconsin-Illinois després d'haver estat expulsats de Michigan.
S'esmenten per primera vegada en els registres històrics pels missioners francesos, que els van descriure com habitants de la zona sud de l'actual Michigan. Els Mascouten eren més nombrosos que tota la Nació Neutral, tots els hurons i que els iroquesos, plegats. En 1712, els Mascouten s'uniren als Kickapoo i als Fox, després d'haver estat gairebé exterminats pels francesos i pels Potawatomi.
Les Relacions Jesuïtes freqüentment es referien als Mascouten com la "Nació Foc" o "Nació del Foc". Tanmateix, un jesuïta va escriure: 'La Nació del Foc és erròniament anomenada així, el seu nom correcte és Maskoutench, que significa "un país sense arbres ", com l'habitat per aquest poble; però canviant algunes lletres, aquesta paraula pot significar "foc". Per tant, el poble s'ha anomenat la Nació del Foc.'
Els supervivents van emigrar cap a l'oest. Els Mascouten foren referits per última vegada com una banda en els registres històrics en 1779, quan vivien al riu Wabash (a l'actual Indiana) amb els piankashaw i els Kickapoo. Els Mascouten sobrevivents es va notar als Estats Units als registres de 1813 i 1825 com a part de la Prairie Band Kickapoo.
El seu nom aparentment ve d'una paraula fox que significa "poble de la petita planura". Els historiadors no saben el seu endònim.